# Ullrich Haupt
Ullrich Haupt (Złocieniec, 8 de agosto de 1887 — Santa Mônica, 5 de agosto de 1931) foi um ator alemão que ganhou destaque em filmes de Hollywood.

## Filmografia
| Ano  | Título                     | Personagem                    | Notas         |
| ---- | -------------------------- | ----------------------------- | ------------- |
| 1916 | The Truant Soul            | Dr. Jenkins                   |               |
| 1917 | The Little Shoes           | Vasili Arloff                 |               |
| 1917 | Skinner's Dress Suit       | Perkins                       |               |
| 1917 | Satan's Private Door       | Richard Vance                 |               |
| 1917 | Skinner's Bubble           | Perkins                       |               |
| 1917 | Skinner's Baby             | Perkins                       |               |
| 1917 | The Kill-Joy               | The Denver Kid                |               |
| 1928 | Tempest                    | The Captain                   |               |
| 1928 | Captain Swagger            | Von Dictor                    |               |
| 1929 | The Iron Mask              | De Rochefort                  |               |
| 1929 | The Far Call               | London Nick                   |               |
| 1929 | Wonder of Women            | Kurt                          |               |
| 1929 | The Greene Murder Case     | Dr. Arthur Von Blon           |               |
| 1929 | Madame X                   | Laroque                       |               |
| 1929 | Frozen Justice             | Captain Jones                 |               |
| 1930 | A Royal Romance            | Count von Baden               |               |
| 1930 | The Bad One                | Pierre Ferrande               |               |
| 1930 | The Rogue Song             | Prince Serge                  |               |
| 1930 | Three Faces East           | German Colonel                | não creditado |
| 1930 | Du Barry, Woman of Passion | Jean Du Barry                 |               |
| 1930 | Morocco                    | Adjutant Caesar               |               |
| 1930 | Viennese Nights            | Hugo - Elsa's Rejected Suitor | não creditado |
| 1931 | The Man Who Came Back      | Charles Reisling              |               |
| 1931 | Die große Fahrt            | Thorpe                        |               |
| 1931 | The Unholy Garden          | Col. von Axt                  | Final film    |